# Patrizia Lanfredini
Patrizia Lanfredini (Firenze, 3 aprile 1957) è un'ex nuotatrice italiana.
Ha partecipato all'edizione estiva dei Giochi Olimpici del 1972, tenutasi a Monaco di Baviera (Germania Ovest). Attualmente insegna matematica e scienze alla scuola Carducci di Firenze.